# 卒業II 〜Neo Generation〜
『卒業II 〜Neo Generation〜』（そつぎょうツー ネオ・ジェネレーション）は、1994年5月27日にジャパンホームビデオ（JHV）より発売されたPC-9800シリーズ対応の育成シミュレーションゲーム。1992年発売の前作『卒業 〜Graduation〜』同様に、多数の家庭用ゲーム機に移植され32ビットゲーム機黎明期の代表的なギャルゲーとなったことで知られる。

## 内容・システム
前作と同様、教師である主人公が清華女子高等学校に所属する5人のそれぞれに個性的な問題児を指導し、生徒たちを無事に卒業させる内容となっている。各生徒のもつ能力に応じてイベントの発生や卒業後の進路決定に影響を及ぼすシステムとなっている。
前作からの続編に相当し、前作では各生徒に対し一律な指導を行うことができなかったシステムが本作で改良されている。さらに生徒の座席の位置を変更させられるようになり、それにより隣り合った生徒間での相性や座席の前後関係による指導効率が変化するようになった。また、主人公に対して生徒から抱かれる「好意」と「敬意」のパラメータが別々に設けられるようになった。本作に登場するキャラクターの名前はクレージーキャッツのメンバーに由来している。
PC-FX版では、パソコン版やPCエンジン版と大きく異なるアレンジが加えられている。画面上のパラメータ表示を減らし、生徒の表情と台詞などの微妙な変化から推察し、彼女たちの心理状態を読み取るようになっている。それによってビジュアルも大量に追加されており、オリジナルキャラとして校長先生が追加された。

## 登場人物
石橋 美佐子（いしばし みさこ）
声 - 南場千絵子
10月21日生（天秤座）・血液型はO型。身長161cm / B 81 / W 56 / H 82
生徒会長。品行方正・成績優秀だが目上の者に対しては腰が低い反面、協調性に乏しいところがあり生徒同士では融通を利かせないため「堅物」扱いされている。
キャラクターデザイン当初の姓は植木だったが、石橋姓のキャラクター（石橋澪）がボツになったため植木から石橋に変更された。
犬塚 さおり（いぬづか さおり）
声 - 萩森侚子
2月18日生（水瓶座）・血液型はO型。身長163cm / B 84 / W 57 / H 84
大阪生まれで常にサイコロを持ち歩く生粋のギャンブラー気質。その一方で、家事が不得手な母親（父とは離婚し別居）に代わって炊事・洗濯を1人でこなす家庭的な面も併せ持っている。
シンディ桜井 （シンディ さくらい）
声 - 浦和めぐみ
8月23日生（乙女座）・血液型はAB型。身長169cm / B 90 / W 59 / H 89
日系ブラジル人3世の帰国子女。その為か日本語は非常に怪しいが、前向き思考で行動力旺盛。しかし、規律に対する考え方が非常にルーズでハメを外すことが多い。
谷 由利佳（たに ゆりか）
声 - 鈴木砂織
5月17日生（牡牛座）・血液型はO型。身長156cm / B 79 / W 55 / H 81
常にハイテンションで周囲を振り回すトラブルメーカー。記憶力がネックで学力がなかなか伸びないが、運動神経は良い。家はフランス料理店で、生まれたばかりの妹・絵利佳（えりか）がいる。
キャラクターデザイン当初は運動神経が良い安田舞香（安田舞奈の双子の姉）と小柄で泣き虫の谷絵利佳がいたが、諸事情により生徒の数を減らすことになったため安田舞香と谷絵利佳の二人の特徴を取り入れたキャラクターとして谷由利佳が作られ、絵利佳の名は「生まれたばかりの由利香の妹」の名前として残った。
安田 舞奈（やすだ まいな）
声 - 中島千里
6月4日生（双子座）・血液型はB型。身長164cm / B 85 / W 56 / H 84
芸術家の両親を持ち、空想癖の傾向が強い箱入り娘。おっとりした外見からは想像も付かないが、趣味はコンピュータとオカルトで一般常識に欠けた所がある。
校長
声 - 岸野幸正
清華女子高校の校長。時おり現れてプレイヤーにアドバイスを提供する狂言回し役。

## 主題歌
「卒業II攻略法」
歌 - 3年B組5人組 / 作詞 - 六月十三 / 作曲 - 岩垂徳行

## 18禁指定問題
JHVは1993年にコンピュータソフトウェア倫理機構（ソフ倫）へ加盟したが、それに伴う倫理審査で本作は「未成年者の飲酒・喫煙」表現（パラメータの低下で非行化した生徒が行う）を理由に18歳未満販売禁止指定となった。性表現以外の理由を主として18歳未満販売禁止指定が下されたのは本作が初めてであったが、JHVはこの指定に反発してソフ倫脱退を決意。しかし、1994年当時は現在と異なり倫理審査を受けない状態では流通上、極めて不利な取り扱いを強いられることから最終的にこれを断念せざるを得なかった。後にソフ倫側は妥協案として将来的な「R指定（15歳未満販売禁止）」の新設を提示。これに伴い、本作は18禁指定で発売された1ヶ月後の6月27日にR指定へ緩和された。
もっとも、この18禁指定に対しては「文脈上、非行防止の観点から描かれているのは明白であるにもかかわらず、杓子定規的に一場面のみを取り上げる形での18禁指定は問題ではないか」との批判が多かった。実際に、指定以前に誌面で扱っていたということもあるが、原則的には18禁ゲームの積極的な掲載をしていなかったマイコンBASICマガジンも、本作の紹介記事を載せている。これに対し、家庭用では最後発の3DO版が「16歳未満不適」であるのを除き全機種とも特に対象年齢の指定は行われていない。ただし、プレイステーション版は問題となったイベントの多くが別のイベントに差し替えられている。

## 批評
洋泉社が発行した『アニソンマガジン』のゲームソングレビュー集のなかでライターの夏葉薫は、主題歌「卒業Ⅱ攻略法」の歌詞では前作『卒業 〜Graduation〜』の主題歌と同じくゲームの攻略方法について表現されていると指摘し、「前作そのままに、キャラクターの掛け合いを充実させた完全版」の楽曲であると評価した。さらにゲーム作品についてはコンシューマーゲーム機でプレイ可能な美少女ゲームの走りとなった作品としている。
ゲームに関する情報・ニュースサイト「4Gamer.net」において『卒業II』は前作からの改良点によりライターのgingerは「ゲーム性も向上している」、ライターの柿島真治は「より学校らしい形になっている」とそれぞれ肯定的な評価を与えた。一方で、柿島は週末にも生徒の指導が可能となった仕様変更に関して「生徒にしてみればずっと先生に指導されっぱなし。ちょっと微妙」と批評した。
また、PCエンジン版については『ファミ通』315号のクロスレビューで23点、セガサターン版については『ファミ通』349号のクロスレビューで26点をそれぞれ獲得している。

## 関連作品

### 小説
とまとあき・塚本裕美子共著、こばやしひよこ・画。角川スニーカー文庫刊。
| 1. | 春・絶対ブルー             | 1994年3月1日初版 ISBN 4044121087  |
| 2. | 夏・空があれば             | 1994年8月1日初版 ISBN 4044121095  |
| 3. | 秋・それなりにメランコリー | 1994年12月1日初版 ISBN 4044121109 |
| 4. | 冬・シグナルブルー         | 1995年5月1日初版 ISBN 4044121117  |

### 音楽CD
卒業II〜Neo generation〜
日本コロムビア、1994年4月1日発売、COCA-11584
主題歌「卒業II攻略法」を収録している。

### ドラマCD
卒業II ネオ・ジェネレーション 乙女たちの華麗なる戦い <角川CD&BOOK>
角川書店、1994年6月初版、ISBN 4049080028
卒業Iにおける電撃CD文庫・ベストゲームセレクションとほぼ同形式。
卒業II〜卒業クロスワールド・ドラマ・コレクション〜
日本コロムビア、1995年10月21日発売、COCC-12986
ドラマと主題歌およびキャラクターソングが交互に流れる構成。卒業IIの登場人物を主軸にしつつも、全編に渡って卒業Iの五人が絡んでくる内容で、Iの登場人物は卒業して就職しており、IIの現役高校性である五人にさまざまな忠言をしてくれるという設定。
ボイス・チャレンジャーVol.2〜卒業II編〜
NECアベニュー、1996年9月21日発売、NACL-1247/8
2枚組で、1枚はブックレットに合わせてアフレコを行うことができる。

### フォトCD
卒業IIアルバム 〜卒業IIオリジナル原画集〜
北部通信工業、1995年発売、HOT-9502
3DO版と同じく北部通信工業のShar Rockブランドより発売されたフォトCD。デジタル原画集とミニゲーム2種類が収録されている。レイティングは「16歳未満不適」。